# Jonathan Swift

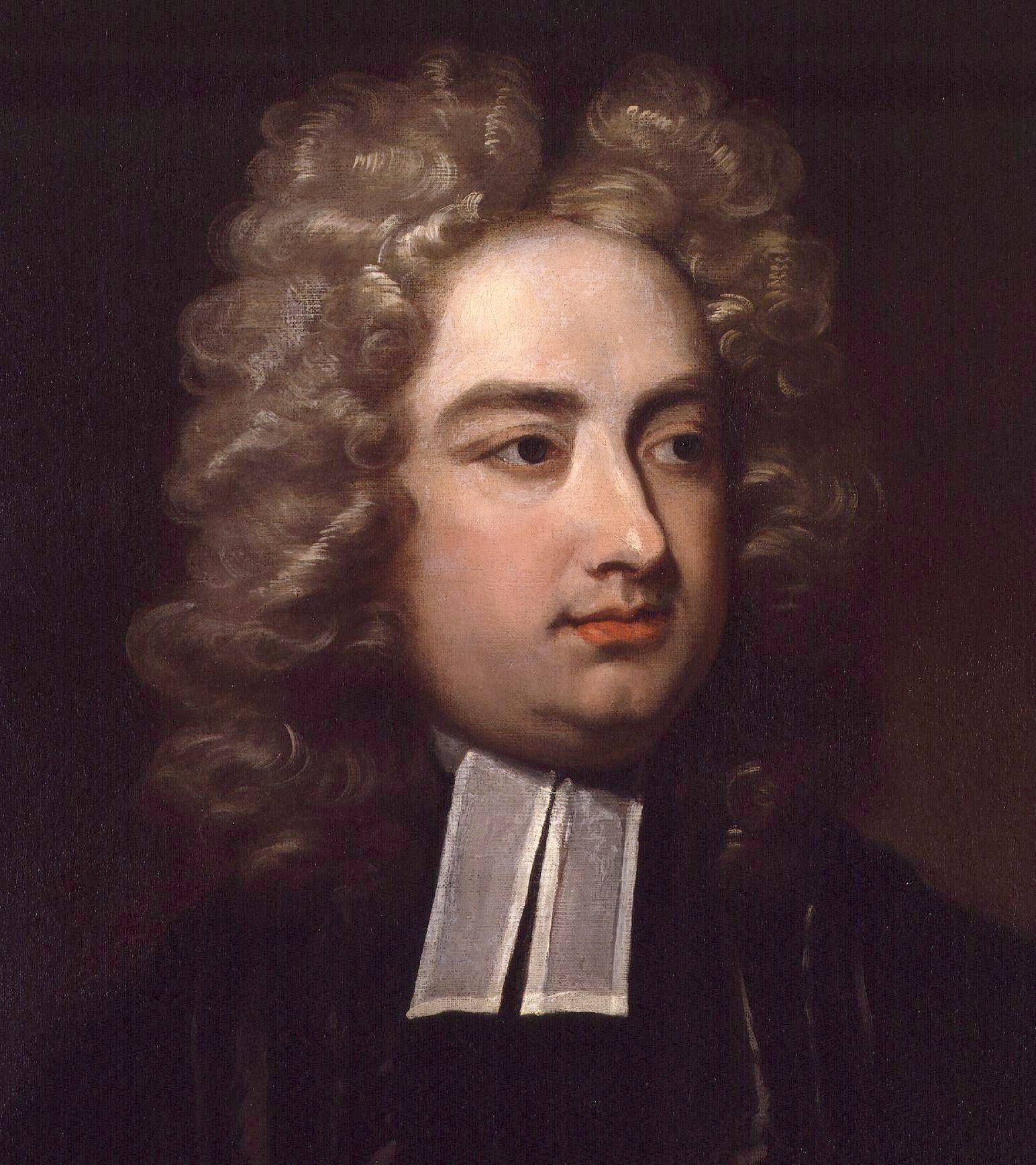
Jonathan Swift, Gemälde von Charles Jervas (um 1710)

Jonathan Swift (* 30. November 1667 in Dublin, Königreich Irland; † 19. Oktober 1745 ebenda) war ein irischer Schriftsteller und Satiriker der frühen Aufklärung. Er hat auch unter folgenden Pseudonymen geschrieben: Isaac Bickerstaff, A Dissenter, A Person of Quality, A Person of Honour, M.B. Drapier, T.R.D.J.S.D.O.P.I.I. (The Reverend Doctor Jonathan Swift, Dean of Patrick’s in Ireland).

## Leben

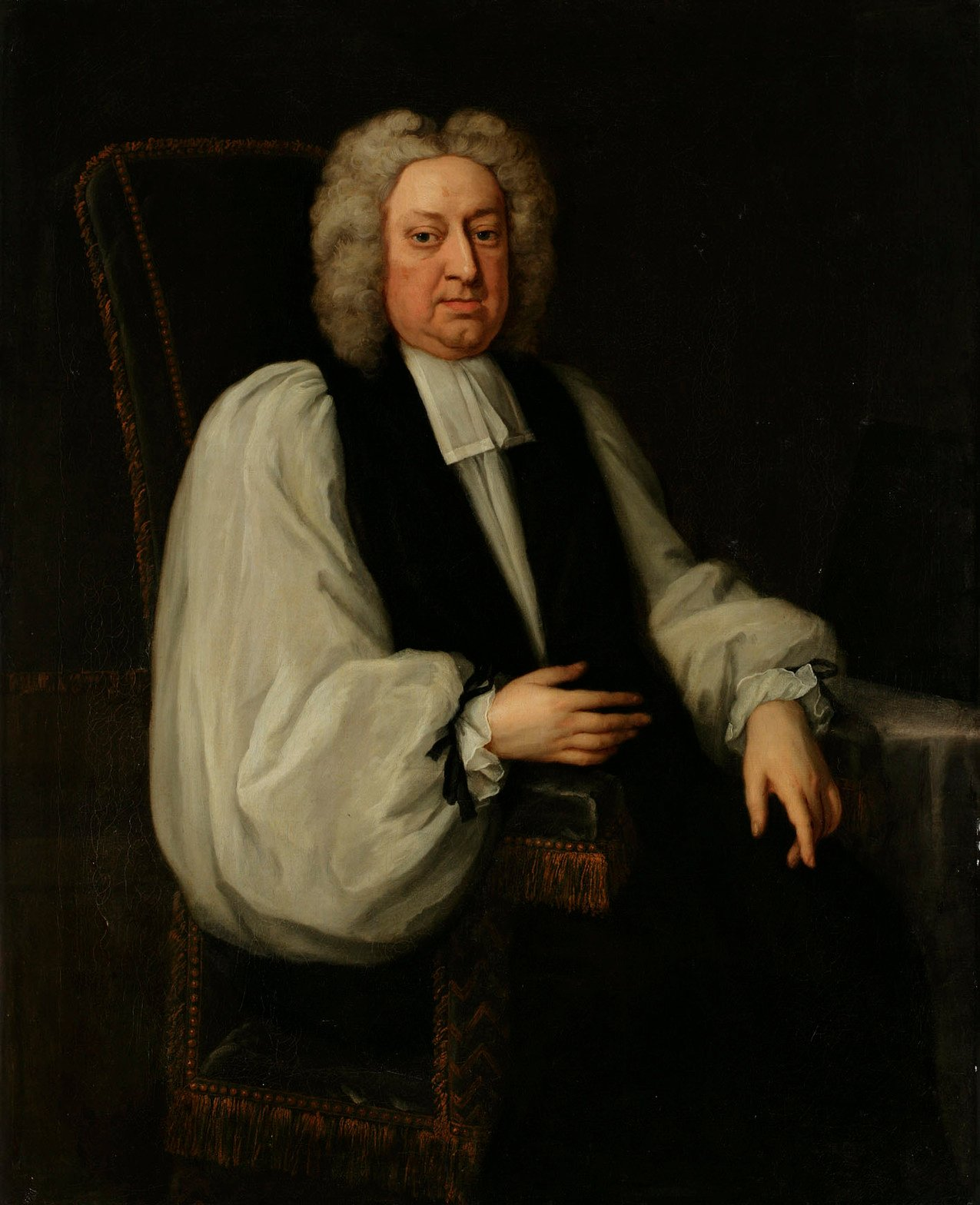
Jonathan Swift, Gemälde von Michael Dahl

Jonathan Swift wurde in Hoey’s Court, Dublin, sieben Monate nach dem Tod seines gleichnamigen Vaters geboren. Seine ersten fünf Lebensjahre verbrachte er mit einem Kindermädchen in England, während seine Mutter in Irland blieb, dann aber nach Leicester zog. Jonathan wurde nach der Rückkehr nach Dublin von Verwandten aufgezogen. 1682 schrieb er sich auf Wunsch seines Onkels als Theologiestudent an der Dubliner Universität ein, an der er als rebellisch aufgefallen sein soll; seinen Abschluss bekam er nur „gnadenhalber“ (by special favour). Nach seiner Ausbildung in Dublin ging er nach England und trat eine Stellung als Sekretär bei Sir William Temple, einem Diplomaten im Ruhestand und entfernten Verwandten seiner Mutter, an. Dieser ermöglichte ihm eine weitere Universitätsausbildung zum Master of Arts, den er in Hart Hall in Oxford erhielt. Seine Beziehung zu Sir William, der in Swift einen Emporkömmling sah, verschlechterte sich danach. Swift kehrte nach Irland zurück und ließ sich zum Priester der anglikanischen Church of Ireland ordinieren. Er fand 1694 in Kilroot eine Anstellung, die er aber aufgrund der Arbeitsbedingungen und eines erneuten Angebots von Sir William bald wieder aufgab.
Die zweite Anstellung bei Sir William (von 1695 an) gestaltete sich erfolgreicher. Swift vollendete hier sein erstes größeres Werk, A Tale of a Tub (Märchen von einer Tonne), und schrieb The Battle of the Books (Die Schlacht der Bücher), die beide erst 1704 in Druck erscheinen sollten.
Hier traf er auch Esther Johnson, die uneheliche Tochter Sir Williams’, von ihm in seinen Tagebüchern Stella genannt. Der Tod seines Gönners im Jahr 1699 beendete Swifts gute Stellung; er konnte nicht mehr auf eine hohe Position in der Kirche in England hoffen und zog wieder nach Irland. Dort fand er erneut Anstellung in der Kirche. Esther Johnson folgte ihm nach und ließ sich im nahegelegenen Trim nieder. Seine literarische Karriere nahm 1701 mit der anonymen Veröffentlichung von Dissensions in Athens and Rome ihren Anfang. Mit dem Erscheinen der vorher schon verfassten Satiren A Tale of a Tub und The Battle of the Books sicherte sich Swift einen Ruf als Schriftsteller.

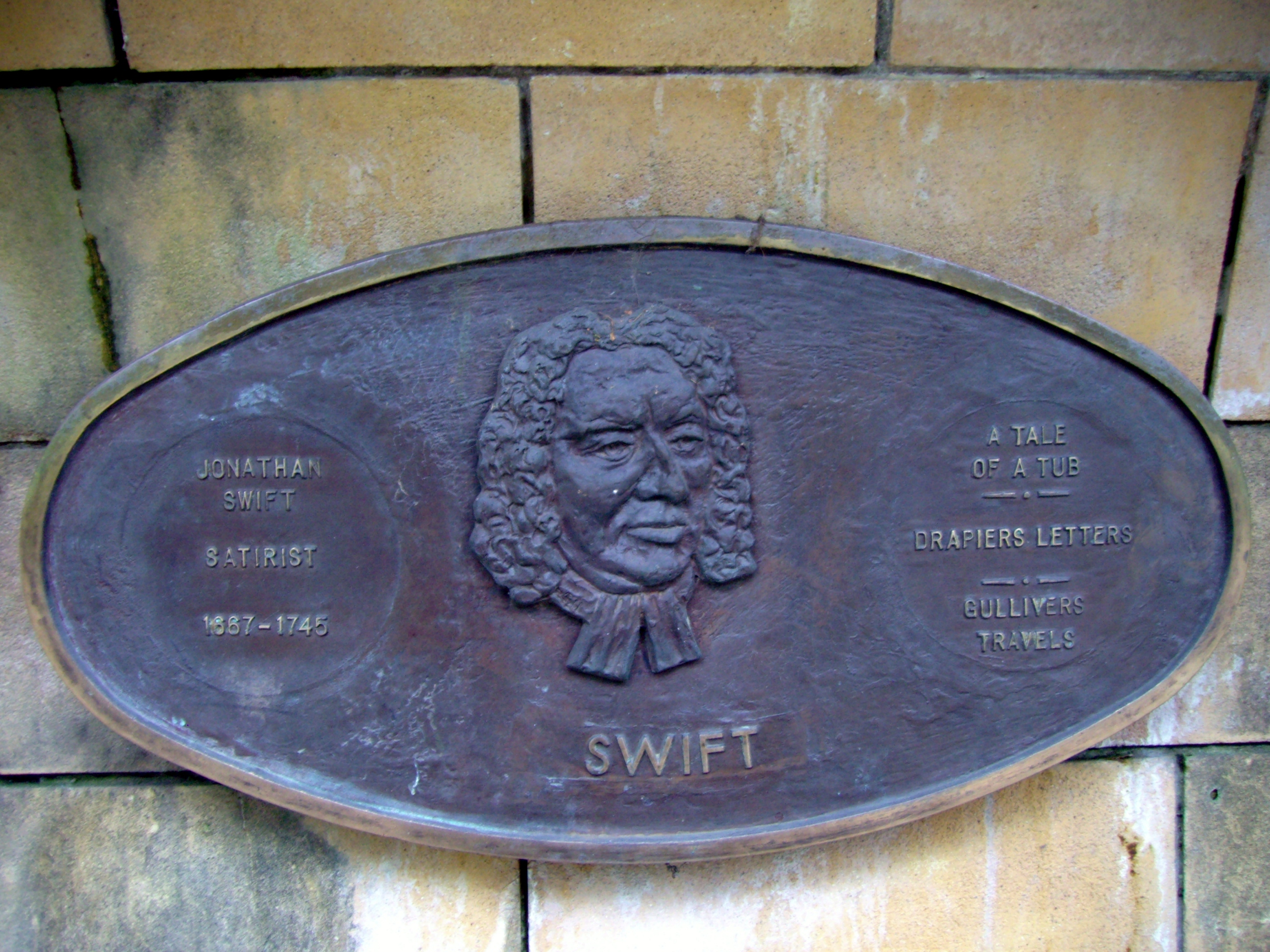
Gedenkplakette im Saint Patrick’s Park, Dublin

Nach gescheitertem politischen Engagement, zuerst für die Whigs und, wegen Enttäuschung über deren Politik, ab 1710 für die Tories, beendete der Tod Queen Annes den Einfluss der Tories und somit auch Swifts politische Karriere. Er war 1710/1711 Herausgeber der Tory-Wochenzeitung Examiner. Auch hatte dem als ehrgeizig geltenden Swift die politische Betätigung bei den Tories zum Dekanat von St. Patrick in Dublin verholfen. Seiner Rückkehr nach Irland folgten scharfzüngige, politische Satiren, in denen er die Ausbeutung der mittellosen Iren durch englische Gutsbesitzer angriff. Einige Satiren erregten ein solches Aufsehen, dass die englische Regierung für das Ausfindigmachen des anonymen Verfassers 300 Pfund auslobte. Berühmt sind die Briefe des Tuchhändlers M. B. in Dublin (1723), in denen er das neue englische Kupfergeld in Irland schmähte. Den Vorwurf von Erzbischof Boulter, er wiegele das Volk auf, konterte Swift mit der Bemerkung: „Ich bräuchte bloß meine Finger zu heben und Sie würden in Stücke gerissen.“
Neben seiner Beziehung zu Esther Johnson hatte Swift eine elfjährige heimliche Affäre mit der von ihm Vanessa genannten Esther Vanhomrigh, die nichts von Stella wusste und 1723 starb, kurz nachdem Swift ihr die Lage gebeichtet hatte. Stella starb 1728. 1729 wurde Swift zum Ehrenbürger von Dublin ernannt.
Im höheren Alter galt er zunehmend als reizbar, unhöflich und exzentrisch. 1733 erschien eine groteske Abhandlung über Fäkalien: Human ordure botanically considered („Menschlicher Stuhlgang aus botanischer Sicht“), laut Umschlag von Dr. S-----t. Sie wurde ihm verschiedentlich zugeordnet, die Verfasserschaft ist aber unklar.

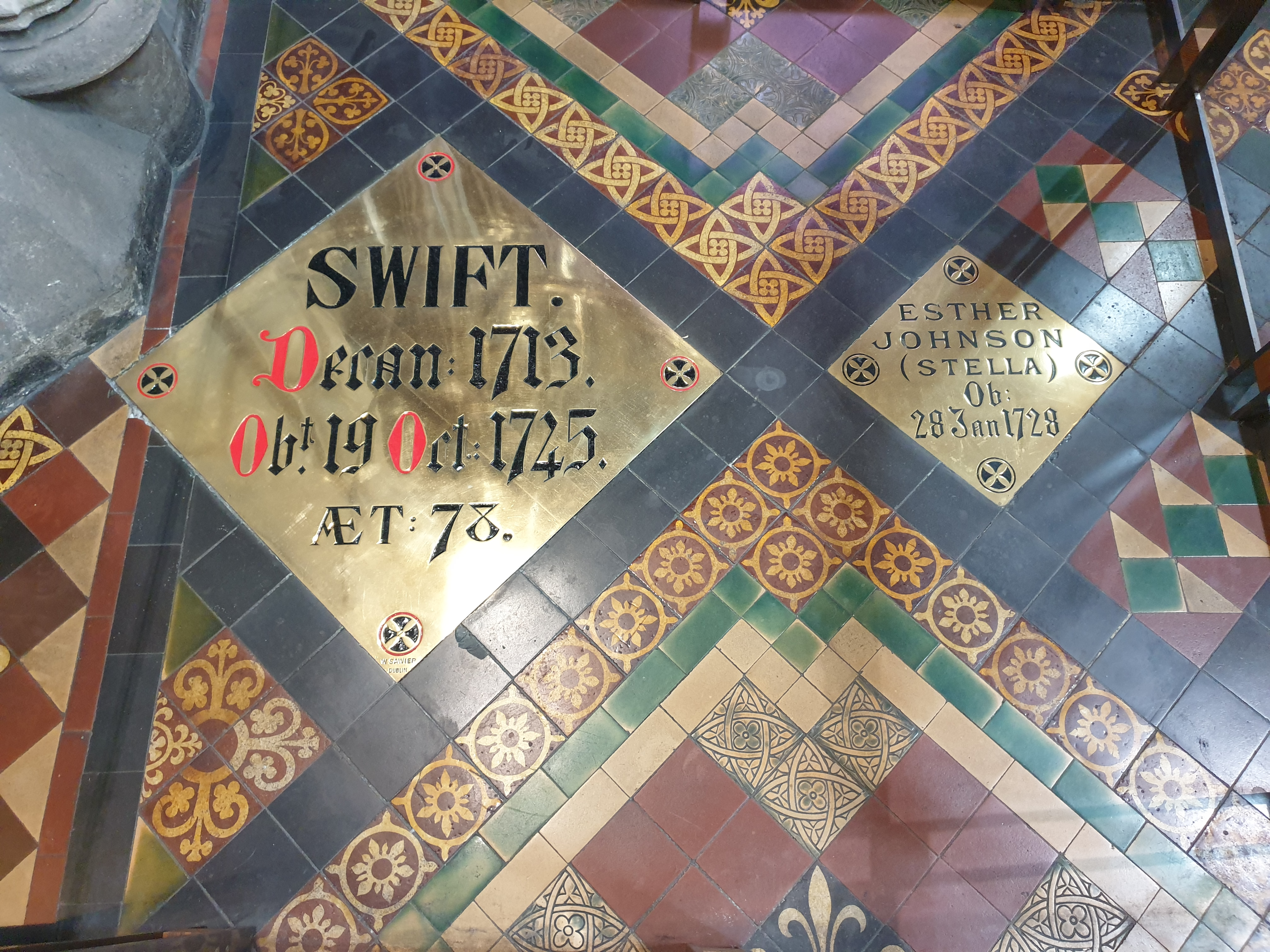
Swifts Grab in der St. Patrick's Cathedral

Swift soll lange an einer Innenohrerkrankung gelitten haben, die Schwindelgefühle hervorrief und ihm im Alter immer mehr zusetzte. Eine weitere Krankheit soll dafür gesorgt haben, dass sich „kieselartige Stoffe“ in seinem Körper ansammelten, von ihm selbst als „Harngries“ bezeichnet. Zudem gibt es umstrittene Vermutungen, dass Swift sich seit 1740 in einem Zustand geistiger Umnachtung befunden haben soll, bevor er nach einem Schlaganfall im Jahr 1742 zum Invaliden wurde. Eine biografische Vorbemerkung über Jonathan Swift in Gulliver’s Reisen, Ausgabe 1839, lässt den Schluss zu, dass Swift in seinen letzten Jahren an einer krankhaften Erweiterung der mit Liquor gefüllten Flüssigkeitsräume (Hirnventrikel) in seinem Gehirn (Hydrocephalus) sowie vermutlich an einer Art Hauttuberkulose (Skrofulose) litt, Zitat: „Er war mit Scropheln behaftet, die vielleicht die Zerrüttung seines Geistes beschleunigten. Die eigentliche Ursache war indessen eine Ansammlung von Wasser im Gehirn, wie es sich bei der Öffnung nach seinem Tode erwies.“ Swift starb 1745. Sein Grab befindet sich neben dem von Esther Johnson in der St. Patrick’s Cathedral in Dublin. Seine selbst verfasste lateinische Grabinschrift wurde später durch William Butler Yeats unter dem Titel Swift’s Epitaph frei ins Englische übertragen.

## Schriftstellerisches Werk

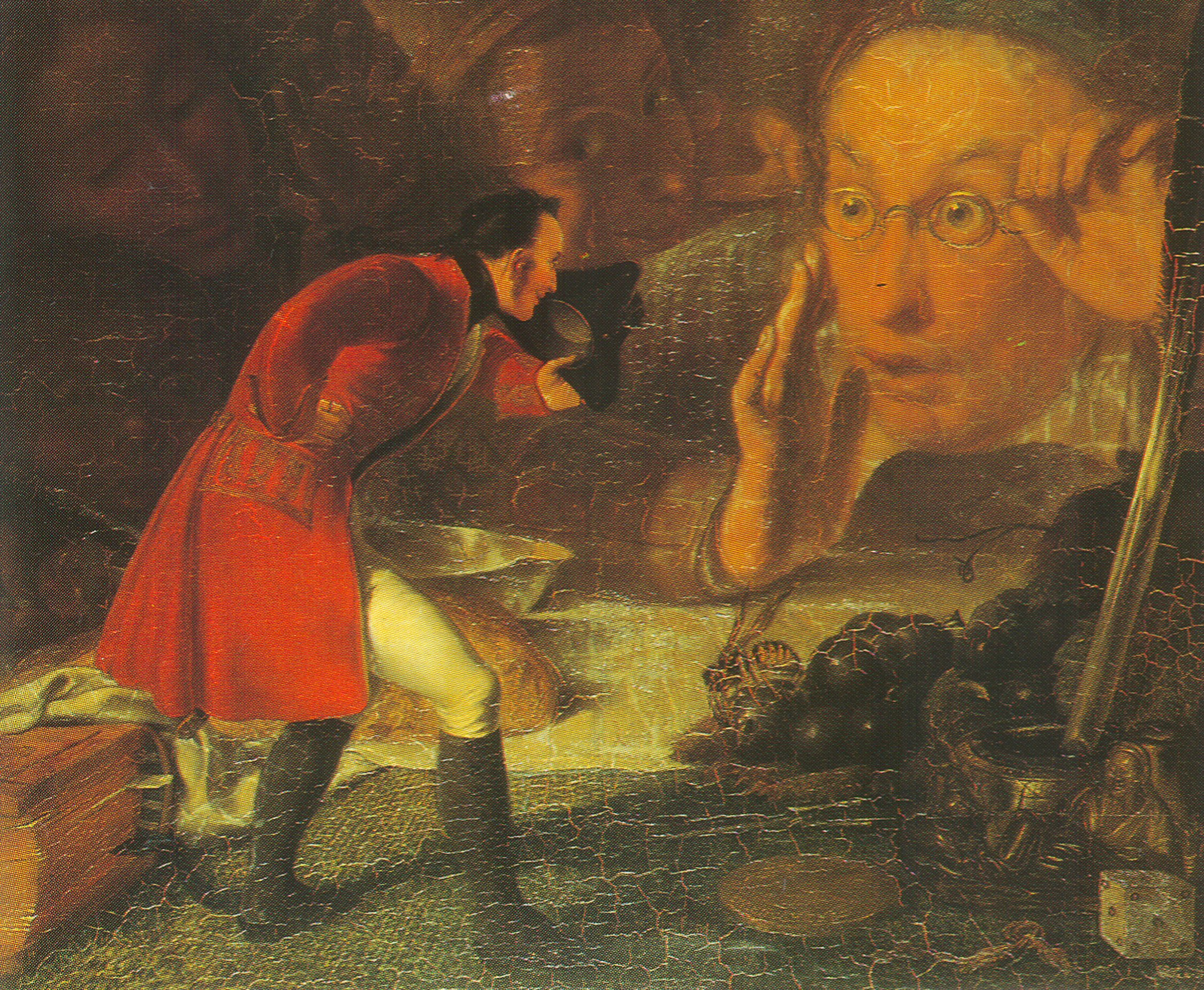
Illustration zu Gullivers Reisen von Richard Redgrave im 19. Jahrhundert

Von den frühen schriftstellerischen Versuchen Swifts ist wenig erhalten. Erst nach seiner Rückkehr nach Irland finden sich Schriften, die ihn als den bis heute bekannten Satiriker kennzeichnen. Sein Roman The travels into several remote nations of the world by Lemuel Gulliver (deutsch Gullivers Reisen) wurde 1726 veröffentlicht. Lange Zeit hauptsächlich als Kinderbuch angesehen, und in gekürzten Ausgaben seiner Satire beraubt, ist es oft unterbewertet. In einer Art Robinsonade beschreibt Swift die Reisen Gullivers in verschiedene Länder, deren belächelte Eigenheiten der Aufklärer als scharfe Spitzen gegen die englische herrschende Klasse, die Royal Academy und die Menschennatur allgemein nutzt. Ein interessantes Detail der Geschichte ist zudem die Beschreibung von zwei Marsmonden; tatsächlich entdeckte man 150 Jahre später zwei Marsmonde. Swift zu Ehren wurde der größte Krater auf dem Mond Deimos nach ihm benannt.
Er schrieb danach mehrfach gegen die Zustände im englisch regierten Irland. Seine bekannteste Satire ist A Modest Proposal, worin er zur Beseitigung der Überbevölkerung, Armut und Kriminalität vorschlägt, irische Babys als Nahrungsmittel zu nutzen und durch Export Profit daraus zu schlagen. Im Steuereinmaleins (1728) zeigen sich erste Ansätze der später in der Ökonomie bekannt gewordenen Laffer-Kurve.
Von ihm stammt zum Beispiel der satirische Ausspruch: Die Menschen sind noch widerwärtiger, als sie sind.

## Werke
- Dissensions in Athens and Rome. 1701.
- The Tale of a Tub. 1704.
- The Battle of the Books. 1704.
- Bickerstaff Predictions for 1708. 1707.
- The Sentiments of a Church of England Man. 1708.
- Arguments Against Abolishing Christianity. 1708.
- Letter upon the Sacramental Test. 1708.
- Project for the Advancement of Learning. 1709.
- Ancient Prophecy. 1709.
- Sid Hamet’s Rod. 1710.
- Meditation upon a Broomstick. 1710.
- Short Character of the Earl of Wharton. 1710.
- The Conduct of the Allies. 1711.
- The Representation of the House of Commons on the State of the Nation. 1711.
- An Address of Thanks to the Queen. 1711.
- Proposal for Correcting, Improving, and Ascertaining the English Tongue. 1712.
- Reflections on the Barrier Treaty. 1712.
- Remarks on the Bishop of Sarum’s Introduction to His Third Volume of the History of the Reformation. 1712.
- A Journal to Stella. 1710–1713.
- The Public Spirit of the Whigs. 1713?
- Free Thoughts on the State of Public Affairs.
- Cadenus and Vanessa. 1713.
- A Proposal for the Universal Use of Irish Manufactures, &c. 1720.
- The Drapier’s Letters. 1724.
- Gulliver’s Travels. 1726. (Gullivers Reisen)
- Miscellanies. 1727.
- A short view of the state of Ireland. Harding, Dublin 1727/1728.
  - Reprint: Pickering & Chatto, London 2005. In: Leslie A. Clarkson, E. Margaret Crawford: An account of the rise, progress, and decline of the fever lately epidemical in Ireland.
- A Modest Proposal for Preventing the Children of Poor People from Being a Burthen. 1729.
- A Letter from the Grand Mistress of the Female Free-Masons to Mr. Harding, the Printer. 1731?
- The Day of Judgment. 1731.
- Verses on the Death of Dr Swift. 1731.
- Rhapsody of Poetry. 1735?
- The Legion Club. 1736.
- Upon Sleeping in Church. postum.
- History of the Peace of Utrecht. postum.
- Directions to Servants. postum (1745).

Es waren insgesamt 37 Bücher.

### Bibliographien
- H. Teerink, A. H. Scouten: A Bibliography of the Writings of Jonathan Swift. Philadelphia 1963.
- R. H. Rodino: Swift Studies, 1965–1980. An Annotated Bibliography. 1984.

### Werkausgaben
- Herbert Davis u. a. (Hrsg.): The Prose Works of Jonathan Swift. 16 Bände. Oxford 1939–1968.
- Harold Williams (Hrsg.): The Poems of Jonathan Swift. 3 Bände. Oxford 1937 (repr. 1958).
- Harold Williams (Hrsg.): The Correspondence of Jonathan Swift. 5 Bände. Oxford 1963–1972.
- David Woolley (Hrsg.): The Correspondence of Jonathan Swift, D.D. 4 Bände:
  - I: Letters 1690–1714. (nos 1–300). Peter Lang, Frankfurt am Main 1999.
  - II: Letters 1714–1726. (nos. 301–700). Peter Lang, Frankfurt am Main 2001.
  - III: Letters 1726–1734. (nos. 701–1100). Peter Lang, Frankfurt am Main 2003.
  - IV: Letters 1734–1745. (nos. 1101–1508). Peter Lang, Frankfurt am Main 2007.
  - V: Indexes. (forthcoming)

### Sekundärliteratur
- Irvin Ehrenpreis: Swift. The Man, His Works, and the Age. 3 Bände. London 1962–1983.
- Hermann Josef Real, Heinz J. Vienken: Jonathan Swift: Gulliver’s Travels. München 1984.
- Hermann Josef Real: Jonathan Swift, The Battle of the Books. Eine historisch-kritische Ausgabe mit literarhistorischer Einleitung und Kommentar (= Quellen und Forschungen zur Sprach- und Kulturgeschichte der germanischen Völker, N.F., Bd. 71). de Gruyter, Berlin 1978, ISBN 3-11-006985-7.
- Hermann Josef Real/John Irwin Fisher/James Woolley (Hrsg.): Swift and his contexts (= AMS studies in the eighteenth century, Bd. 14). AMS Press, New York 1989, ISBN 0-404-63514-8.
- Hermann Josef Real (Hrsg.): The reception of Jonathan Swift in Europe. Thoemmes, London 2005, ISBN 0-8264-6847-0.
- Kuno Schumann/Joachim Möller: Jonathan Swift (= Erträge der Forschung, Bd. 159). Wissenschaftliche Buchgesellschaft, Darmstadt 1981, ISBN 3-534-05019-3.
- Justus Franz Wittkop: Jonathan Swift. Rowohlt, Reinbek 1976, ISBN 3-499-50242-9.
- C. Peake: Swift’s Satirical Elegy on a Late Famous General. In: Review of English Literature. 3, 1962, S. 80–89.
- Melanie Maria Just: Jonathan Swift’s On poetry: A rapsody: a critical edition with a historical introduction and commentary. Peter Lang, Frankfurt am Main u. a. 2004, ISBN 3-631-53265-2.
- Dirk F. Passmann, Heinz J. Vienken: The Library and Reading of Jonathan Swift. A Bio-Bibliographical Handbook. (= Swift’s Library in 4 Bänden.) Part I, Peter Lang, Frankfurt am Main 2003, ISBN 3-631-41926-0.
- Wilhelm Füger: Jonathan Swifts Autonekrolog – Die Verse auf den Tod von Dr. Swift, D.S.P.D. Übersetzung – Kommentar – Interpretation. Verlag Dr. Kovac, Frankfurt am Main u. a. 2006, ISBN 3-8300-2660-9.
- F. P. Lock: The Politics of Gulliver’s Travels. Clarendon Press, Oxford 1980, ISBN 0-19-812656-5.
- Victoria Glendinning: Jonathan Swift. Hutchinson 1998.
- Leo Damrosch: Jonathan Swift: his life and his world. Yale Univ. Press, New Haven, Conn. u. a. 2013, ISBN 978-0-300-16499-2.
- Eugene Hammond: Jonathan Swift: Irish blow-in. University of Delaware Press, Newark 2016, ISBN 978-1-61149-606-2.
- Eugene Hammond: Jonathan Swift: our dean. University of Delaware Press, Newark 2016, ISBN 978-1-61149-609-3.
- Thomas Lockwood: The life of Jonathan Swift : a critical biography, Hoboken, NJ ; Chichester, West Sussex : Wiley-Blackwell, 2023, ISBN 978-1-118-95723-3